# Sørenn Rasmussen

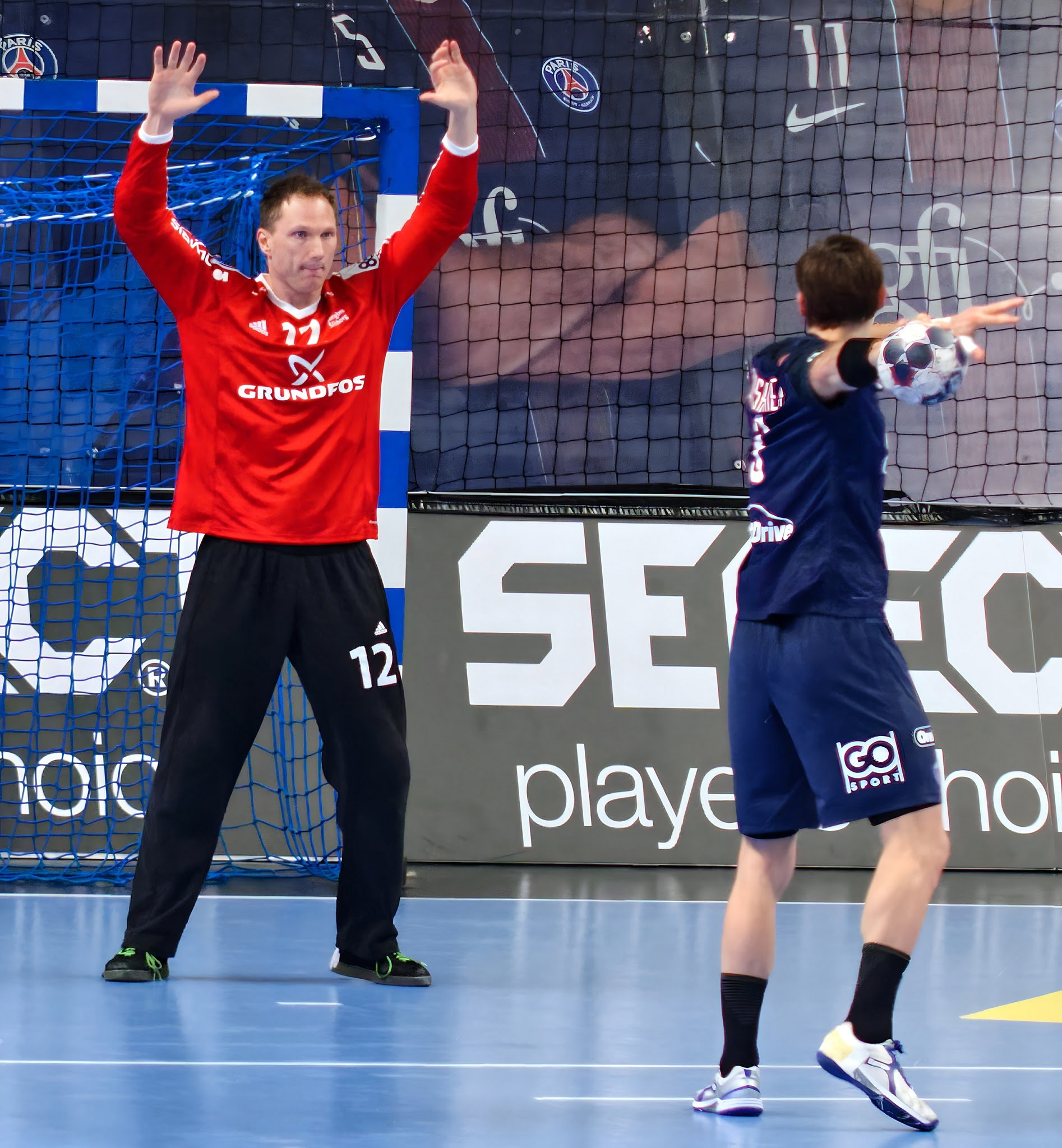
Rasmussen face à Gensheimer au jet de 7 mètre, le 11 février 2017.

Sørenn Rasmussen, né le 12 août 1976 à Skive au Danemark, est un joueur puis entraîneur danois de handball. Il évoluait au poste de gardien de but.

## Palmarès
'Compétitions internationales
- Vainqueur de la Ligue des champions (1) : 2014
- Vainqueur de la Coupe des coupes (1) : 2012

Compétitions nationales
- Championnat du Danemark (1)
  - Vainqueur : 2010, 2016
  - Vice-champion : 2017
- Finaliste de la Coupe du Danemark (1) : 2017
- Deuxième du Championnat d'Allemagne (2) : 2012, 2013
- Finaliste de la Coupe d'Allemagne (4) : 2011, 2012, 2013, 2014
- Supercoupe d'Allemagne
  - Vainqueur (1) : 2013
  - Finaliste (1) : 2012